# 庫洛登高架橋

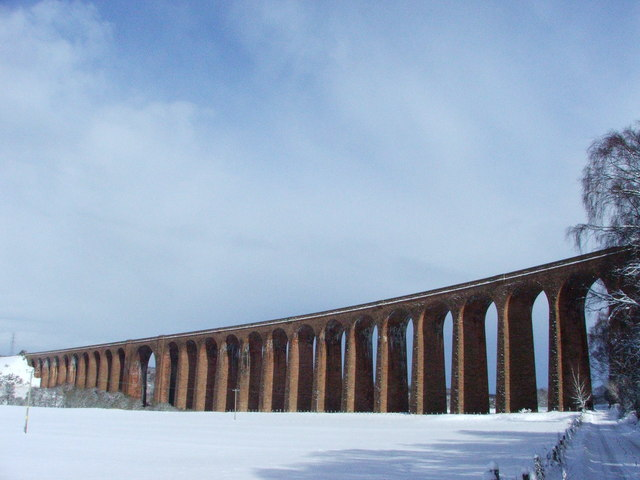
庫洛登高架桥

庫洛登高架橋（英語：Culloden viaduct），也称为奈恩高架桥、 庫洛登·摩爾高架橋、克拉筏高架橋（Clava viaduct），是位于苏格兰高地因弗内斯市东部的高地主線铁路高架桥。

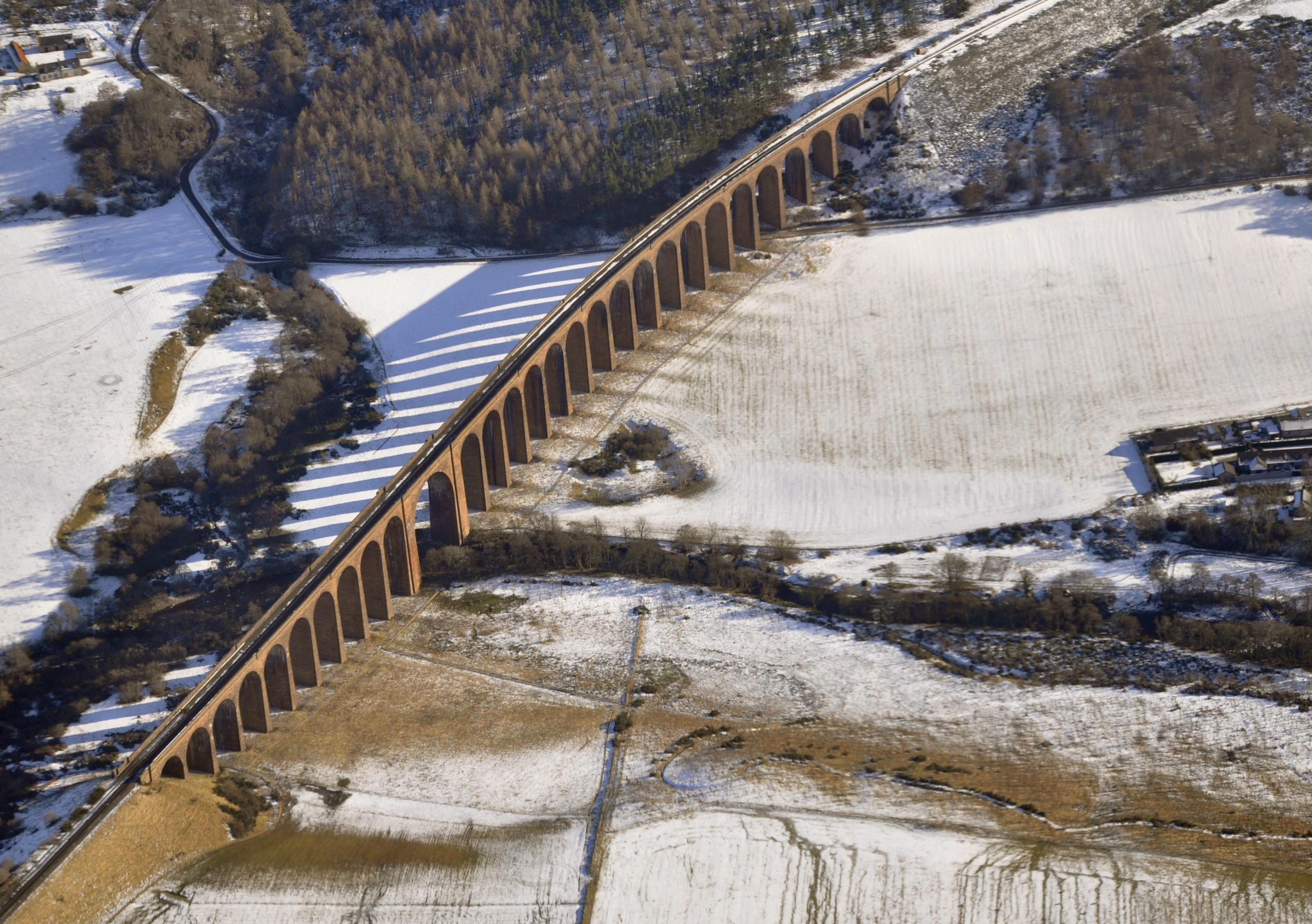
鳥瞰高架桥

本橋由高地鐵路的總工程師默多克·帕特森（Murdoch Paterson）設計，是高地铁路興建的因弗内斯和阿维莫尔直通铁路的一部分，於1898年通車。 由29個橋拱組成的高架桥穿过奈恩河的宽阔山谷，長達549公尺（1800英尺），是蘇格蘭最长的砖石造高架桥。高架桥被列為保护建筑。 
高架桥的北端原設有庫洛登·摩爾車站（Culloden Moor railway station）。 該站在1898年11月1日開始營業，在1965年5月3日停止客貨運服務。

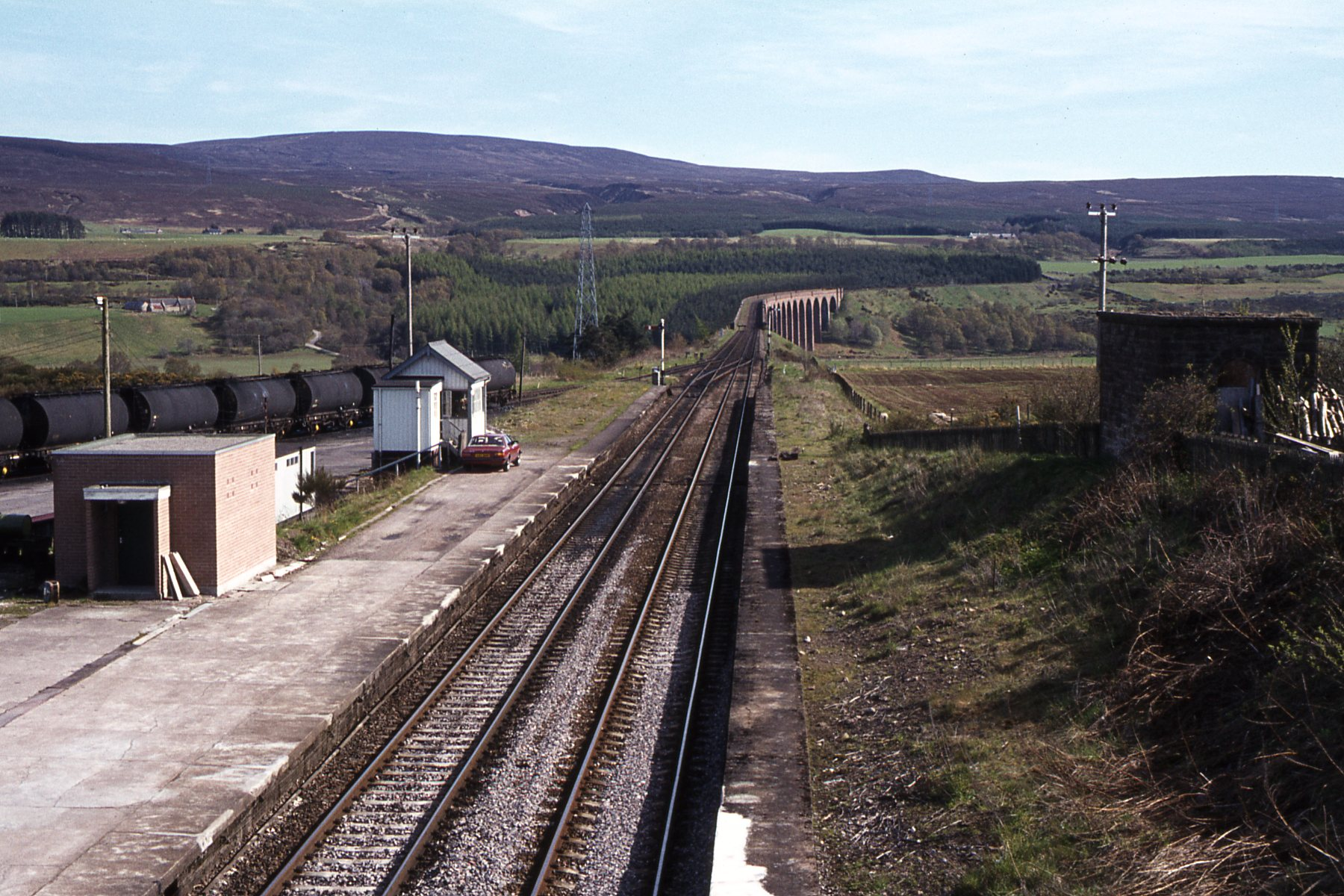
庫洛登·摩爾車站，向南方望去，可見庫洛登高架橋。1985年5月11日。